# Edivândio
Edivândio (n. 1 ianuarie 1991, Mindelo, Barlavento Islands⁠(d), Republica Capului Verde) este un fotbalist originar din Capul Verde, care în prezent evoluează la clubul  pe postul de atacant.